# Ivan Zachariáš
Pour les articles homonymes, voir Zacharias.
Ivan Zachariáš, né le 19 octobre 1971 à Prague en Tchécoslovaquie, est un réalisateur tchèque.

## Biographie
Ivan Zachariáš étudie le cinéma à l'Académie du film de Prague (FAMU). Il fait ses débuts comme réalisateur de spots publicitaires et de courts métrages avant de réaliser quatre des huit épisodes de la mini-série Wasteland (2016) de HBO, qui lui confie la direction de l'ensemble de la mini-série Un espion très recherché en 2019.

## Filmographie
- 2016 : Wasteland (Pustina) (mini-série)
- 2019 : Un espion très recherché (Bez vedomí) (mini-série)

## Distinction
- Nomination aux Lions tchèques en 2020 dans la catégorie « Meilleure série télévisée » pour Bez vedomí[1].